# Hydroides ochoterena
Hydroides ochoterena är en ringmaskart som beskrevs av Rioja 1941. Hydroides ochoterena ingår i släktet Hydroides och familjen Serpulidae. Inga underarter finns listade i Catalogue of Life.